# Portret Asensia Julià (1814)
Portret Asensia Julià (hiszp. Asensio Julià) – obraz olejny hiszpańskiego malarza Francisca Goi przedstawiający jego przyjaciela, również malarza, Asensia Julià.
Obraz powstał około 1814 roku, jest to drugi portret Julià namalowany przez Goyę. Pierwszy powstał w 1798, kiedy Goya pracował nad freskami w Kościele San Antonio de la Florida. Prawdopodobnie w tej pracy pomagał mu Asensio Julià – młody artysta, który był także jego uczniem. 
Na namalowanym 16 lat później drugim portrecie Julià siedzi przy stole trzymając w ręku służący do rysowania węglik. Na stole leżą liczne kartki papieru, na których prawdopodobnie zamierza rysować. Ma na sobie ciemny garnitur, białą koszulę i czarny krawat. Szczególną uwagę zwraca duży cylinder. Malarz spogląda wprost na widza, z poważnym, zamyślonym wyrazem twarzy. Według José Gudiola portret cechuje wielka harmonia pomiędzy elementami plastycznymi takimi jak światło, cienie, linie itp.
Na portrecie widnieje inskrypcja «A Don Asensio Julia su amigo» (Swojemu przyjacielowi Asensio Julià) widoczna w lewym dolnym rogu. Ta inskrypcja potwierdza przyjaźń, którą Goya darzył swojego ucznia i asystenta.

## Proweniencja
Obraz należał do różnych kolekcji: Federica Madrazo w Madrycie, Edwards, Durand-Ruel, Bamberger i M. Trotti w Paryżu, M. Knoedler & Co. w Londynie i R.S. Clark w Stanach Zjednoczonych. Obecnie jest eksponowany w Sterling and Francine Clark Art Institute.